# Golobič
Golobič je priimek v Sloveniji, ki ga je po podatkih Statističnega urada Republike Slovenije na dan 1. januarja 2010 uporabljalo 413 oseb in je med vsemi priimki po pogostosti uporabe uvrščen na 831. mesto.

## Znani nosilci priimka
- Amalija Golobič (r. Sinur) (*1969), kemičarka, univ. prof.
- Gregor Golobič (*1964), politik (filozof, gospodarstvenik)
- Iztok Golobič (*1959), strojnik, univ. prof.
- Jan Golobič, sabljač
- Jože Golobič, pravnik, odvetnik, direktor UKC Ljubljana
- Jure Golobič, kitarist
- Lojze Golobič (1902–1934), etnograf, slavist, pesnik, pisatelj, publicist, urednik, bibliograf
- Marjan Golobič, jadralec, svetovni popotnik, publicist
- Marko Golobič (1957–2025), tajnik republiške (državne) volilne komisije
- Mojca Golobič, krajinska arhitektka
- Rudi Golobič, skladatelj
- Uroš Golobič Ahčan (*1968), plastični in rekonstruktivni kirurg, prof. MF